# A Slave to Drink
Pour plus de détails, voir Fiche technique et Distribution.
A Slave to Drink est un film muet américain, produit par Kalem, réalisé par Sidney Olcott, sorti en 1909.

## Fiche technique
- Titre original : A Slave to Drink
- Réalisateur : Sidney Olcott
- Scénario : Gene Gauntier
- Photographie :
- Montage :
- Société de production : Kalem Company
- Société de distribution : Kalem Company
- Pays d'origine :  États-Unis
- Lieu de tournage : Jacksonville (Floride)
- Métrage : 290 mètres (1 bobine)
- Format : Noir et blanc — 35 mm — 1,33:1 — Muet
- Genre : Film dramatique
- Durée : 9 minutes et 40 secondes
- Date de sortie :
  - États-Unis : 31 décembre 1909 (New York)

## Distribution
- J.J. Clark :James Grant
- Gene Gauntier : Jenny

## À noter
- Le film est tourné à Jacksonville en Floride où la Kalem Company a installé un studio.